# Love Is a Crime
A Love Is a Crime Anastacia amerikai énekesnő dala. A 2002-ben bemutatott Chicago című film betétdala. Bár videóklipet forgattak hozzá, a dal hivatalosan nem jelent meg, csak promóciós 12" kislemezen az Egyesült Államokban, mert Anastacia akkoriban mellrákban szenvedett és nem tudták volna megfelelően reklámozni a dalt. Ennek ellenére listavezető lett a Billboard Dance Music/Club Play slágerlistáján.

## Videóklip
A Love Is a Crime videóklipjeit Matthew Rolston rendezte, és 2003. január 17-én forgatták New Yorkban. Az amerikai és a nemzetközi piacra készült klip pár dologban eltér. Anastacia mindkettőben hol egy börtöncellában énekel, hol táncosaival együtt gengszternek öltözve, fegyverekkel táncolnak.
A klipben a Chicago filmből is láthatóak jelenetek. A klip forgatásakor az énekesnőnek negyven fokos láza volt.

## Számlista
Promóciós 12" kislemez (USA)
1. Love Is a Crime (Thunderpuss Club Mix)
2. Love Is a Crime (Thunderpuss Dub Mix)
3. Love Is a Crime (Thunderpuss Tribeapella)
4. Love Is a Crime (Cotto’s Doin’ the Crime Mix)
5. Love Is a Crime (Cotto’s Luv Is a Dub)
6. Love Is a Crime (Album Version)

## Helyezések
| Slágerlista (2003)                      | Legmagasabb helyezés |
| --------------------------------------- | -------------------- |
| USA Billboard Hot Dance Music/Club Play | 1                    |